# Stellaria platyphylla
Stellaria platyphylla är en nejlikväxtart som beskrevs av K. H. Rechinger. Stellaria platyphylla ingår i släktet stjärnblommor, och familjen nejlikväxter. Inga underarter finns listade i Catalogue of Life.